# Louis Léger Vauthier
Pour les articles homonymes, voir Vauthier.

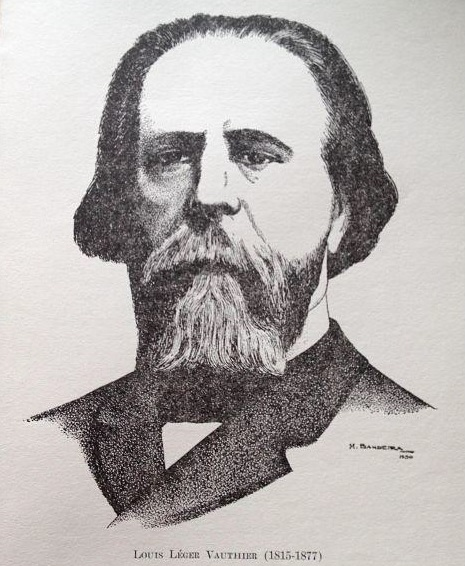

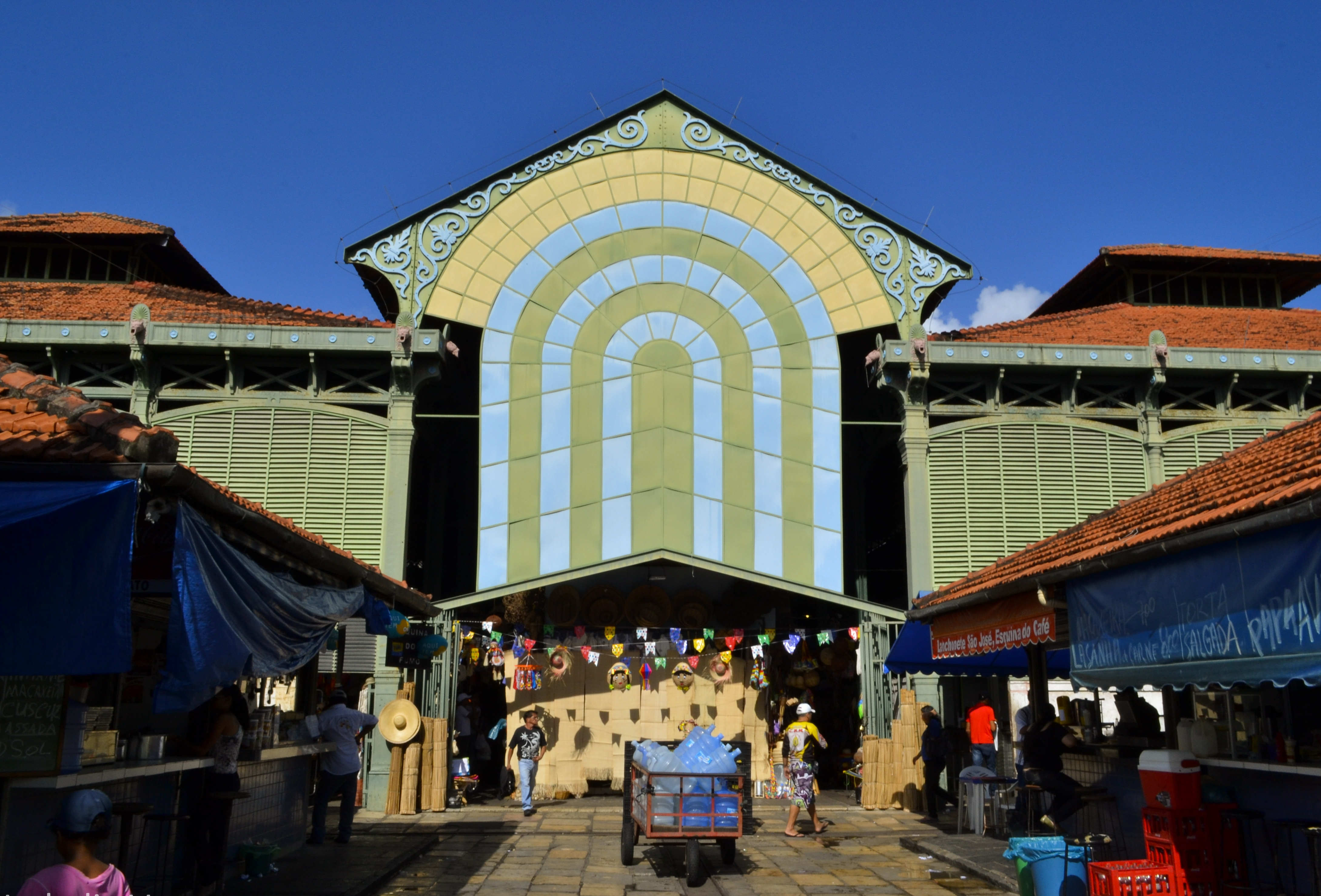
Façade du marché couvert Saint-Joseph (Mercado de São José) à Recife, au Brésil.

Louis Léger Vauthier, né à Bergerac le 6 avril 1815 et mort à Beauchamp, commune de Taverny, le 2 octobre 1901, est un ingénieur des ponts et chaussées, polytechnicien, fouriériste et homme politique français, élu représentant du peuple en 1849.

## Biographie
Louis Léger Vauthier est le fils de Pierre Vauthier (Boulogne-Billancourt, 1784-1847), ingénieur en chef des ponts et chaussées.
Il s'installe au Brésil à partir de 1840 et devient l’ingénieur en chef du Service des Travaux Publics du Pernambouc, où il construit de nombreuses infrastructures à vocation sanitaire ainsi que des ponts, routes et bâtiments publics divers. Il construit notamment le principal théâtre du Pernambouc, le Santa Isabel à Recife.
En parallèle à ses activités d'ingénieur, Vauthier propage le fouriérisme au Brésil. Avec l’accord du centre parisien de l’École sociétaire, son activité de propagande à Recife suit les actions énumérées dans la brochure fouriériste Nature des relations que les amis de nos idées doivent établir entre eux : étude, persuasion, diffusion d’ouvrages, abonnements aux périodiques phalanstériens, concours au renforcement financier de l’École et fondation d’un journal. Il participe à la fondation de la revue O Progresso, Revista Social, Litterária e Scientífica qui circule au Brésil jusqu’entre 1846 et 1848.
Vauthier reste au Brésil jusqu'en 1846, laissant un journal intime et des lettres comme témoignage de la société brésilienne de l'époque.
À son retour en France, il s’engage ouvertement dans l’action politique et participe à l’effervescence fouriériste à Paris. Proche du centre parisien de l’École sociétaire, il est proche de François Cantagrel, Victor Considerant, Allyre Bureau et César Daly.
Élu député du Cher en 1849 sur la liste des candidats rouges, il siège au groupe d'extrême gauche de la Montagne. Arrêté lors de la journée du 13 juin 1849, il est condamné à la déportation par la Haute Cour de justice de Versailles. Incarcéré successivement dans divers lieux de détention – Doullens, Mazas, Belle-Île-en-Mer et Sainte-Pélagie –, il connaît les différents niveaux de la répression mise en place par le gouvernement de Napoléon III. En prison, Vauthier se trouve au cœur de l’opposition républicaine et, restant parmi les principaux prisonniers politiques français, il entretient des rapports étroits avec des personnalités de la gauche de diverses sensibilités politiques. Pendant sa détention à Sainte-Pélagie, Vauthier est placé dans la chambre où Proudhon a purgé sa peine et, jouissant d’une certaine liberté, il publie beaucoup. Il écrit des articles pour Le Magasin pittoresque et pour la Revue générale de l'architecture et des travaux publics, des notices pour le Dictionnaire de la Conversation et de la Lecture et, en collaboration avec Allyre Bureau, un manuel technique paru en 1854.
Évoquant des raisons familiales, Vauthier finit par formuler une demande de grâce à Napoléon III le 9 août 1854. La grâce définitive lui est accordée et, en 1855, il quitte la France pour sept ans d’exil. En Espagne, il travaille comme ingénieur en chef de la navigation de l’Èbre, entre 1855 et 1857 – projet financé par les frères Pereire. Puis, en Suisse et en Italie pendant trois ans, il est ingénieur en chef de la Compagnie des chemins de fer de la ligne d’Italie par le Simplon.

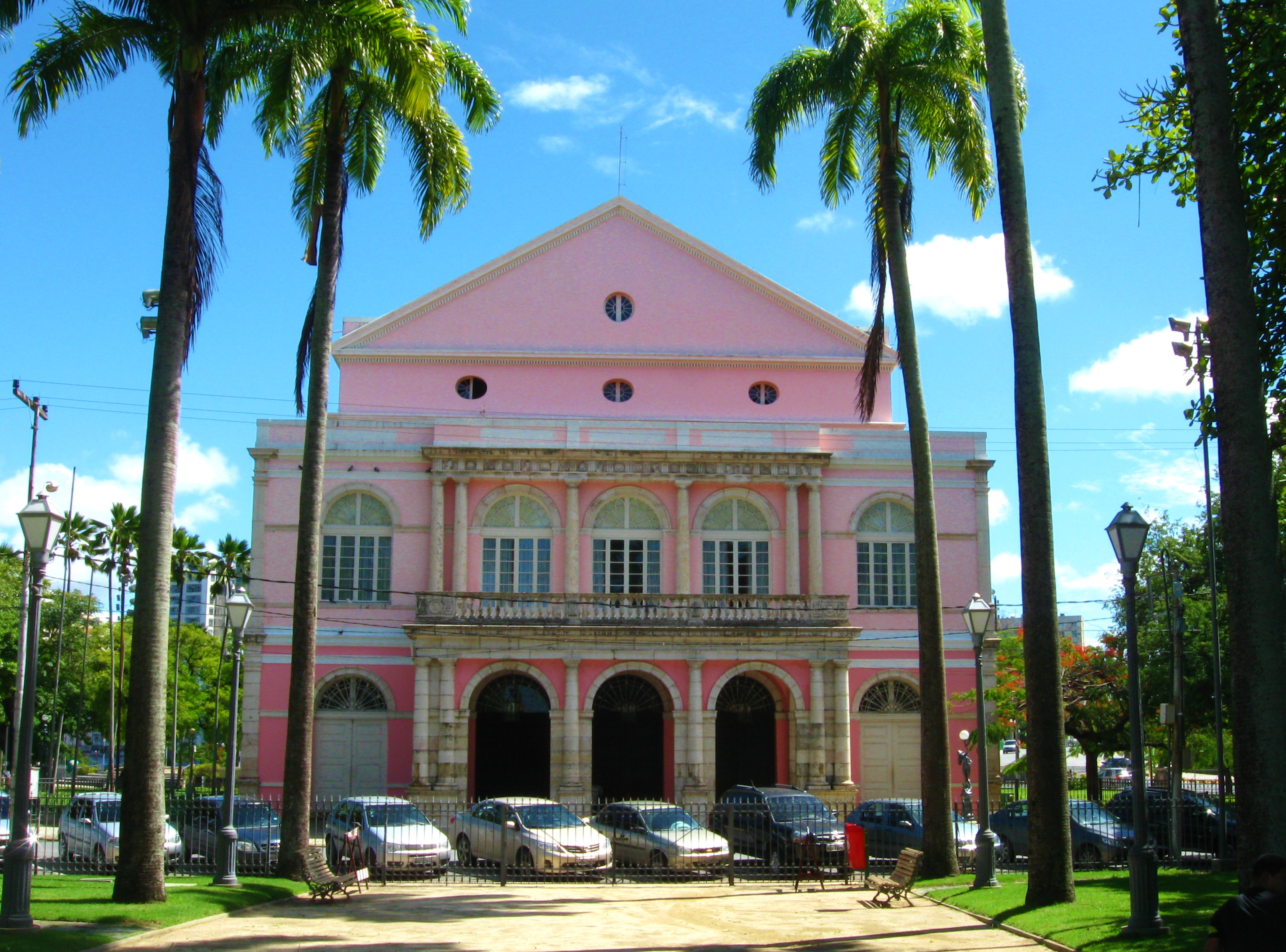
Théâtre Santa Isabel à Recife

Vauthier rentre en France en 1861 et poursuit ses travaux d'ingénieur. Dans les années 1870, Vauthier est en relation avec le Brésil pour la reconstruction du théâtre Santa Isabel – presque entièrement détruit après un incendie survenu en 1869 – et pour la construction du grand marché de Recife, le marché São José.
En 1870, il devient chef d'un bataillon de la garde nationale de Paris, mais démissionne le 18 mars 1871 pour ne pas s'associer à la Commune de Paris. Il est élu conseiller municipal de Paris en juillet 1871, dans le quartier de la Goutte-d'Or. Il siège pendant 16 ans au conseil municipal de Paris et au conseil général de la Seine.
En 1874, il réalise une série de cartes de Paris dans lesquelles il utilise les courbes de niveau (isoplèthes) pour figurer non pas l'altitude, mais la densité de population.
En 1877, il crée, aux côtés de Charles-Louis Chassin et de Jean Macé, l’hebdomadaire La Semaine Républicaine qui circule entre 1877 et 1878.
En janvier 1899, il adhère à la Ligue de la patrie française.
Il est inhumé dans la sépulture des Vauthier, au cimetière de Montmartre (22e division).

## Famille
Sa sœur cadette est Euphémie Vauthier, écrivaine, journaliste et féministe.
Il est le père de Pierre Louis Léger Vauthier (Pernambuc, 1845-Beauchamp, 31 décembre 1916) et de René Vauthier, peintres paysagistes, élèves de Maxime Lalanne.

## Publications
- Le percement du Simplon et les intérêts de l'Europe occidentale, Librairie Germer-Baillière, Paris, 1875 (lire en ligne)
- Rapport sur les améliorations dont sont encore susceptibles la Seine maritime et son estuaire, présenté à M. le maire de Rouen, Julien Lecerf imprimeur, Rouen, 1881 (lire en ligne)
- Le percement du Simplon devant les chambres et les intérêts de la France, imprimerie Chaix, Paris, 1881 (lire en ligne)
- « Notice sur la Barra de Rio Grande do Sul et sur les moyens d'y créer une passe stable », dans Annales des ponts et chaussées. 1ree partie. Mémoires et documents relatifs à l'art des constructions et au service de l'ingénieur, 1899, 2e trimestre, p. 188-222 (lire en ligne)
- « De l'influence des travaux de régularisation sur le régime des rivières », notamment en ce qui touche les inondations, dans Annales des ponts et chaussées. 1ree partie. Mémoires et documents relatifs à l'art des constructions et au service de l'ingénieur, 1901, 2e trimestre, p. 108-160 (lire en ligne)

### Sources
- « Louis Léger Vauthier », dans Adolphe Robert et Gaston Cougny, Dictionnaire des parlementaires français, Edgar Bourloton, 1889-1891 [détail de l’édition]
- (pt) Louis Léger Vauthier, ideias e educação: Franceses no Brasil no século XIX, Trabalho de Conclusão de Curso – TCC, apresentado por Patrícia Teixera MAFRA (Orientação: Profa. Dra. Marcília Rosa Periotto), Universidade Estadual de Maringá, Centro de ciências humanas, letras e artes, Curso de Pedagogia, Maringá 2012
- DE MAUPEOU Emanuele, « Louis-Léger Vauthier », Dictionnaire biographique du fouriérisme, notice mise en ligne en mai 2016: http://www.charlesfourier.fr/spip.php?article1726 Vauthier, Louis-Léger